# Letiště Hobart
Mezinárodní letiště Hobart (IATA: HBA, ICAO: YMHB) (anglicky: Hobart International Airport) se nachází 17 km od hlavního města Tasmánie, Hobartu. Je to deváté nejvytíženější letiště v Austrálii. Letiště hraje důležitou roli vzhledem ke své poloze – Skytraders odsud provádí pravidelné lety do Antarktidy.
Jediná vzletová a přistávací dráha letiště je na obou koncích ohraničena vodou. Celé letiště se nachází na úzkém poloostrově.

## Historie

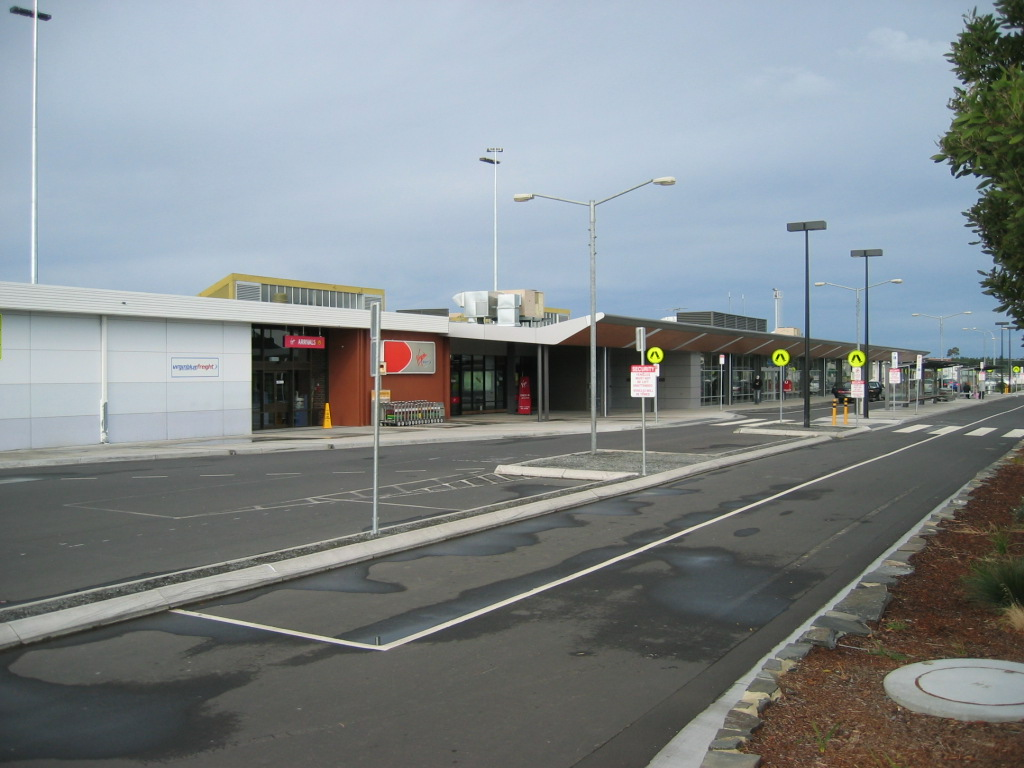
Domácí terminál

Hobartské mezinárodní letiště bylo otevřeno v roce 1956, kdy nahradilo starší zastaralé letiště Hobart/Cambridge aerodrome. Bylo postaveno jako "vzdušná brána" do města Hobart, v té době pod názvem Lanherne Airport (Letiště Lanherne) – a to po pozemku, na kterém bylo vystavěno.
Během svého prvního roku provozu letiště hobartské letiště přepravilo 120 086 osob a 11 724 tun nákladu – to jej činí pátým největším v Austrálii.
V roce 1964 byla zmodernizována a prodloužena ranvej tak, aby na ní mohla přistávat a vzlétat i trysková letadla. Dráha byla opět prodloužena v roce 1980 pro možnost přijetí letadel typu Boeing 747 nebo Antonov An-124. Nynější domácí terminál byl oficiálně otevřen v dubnu

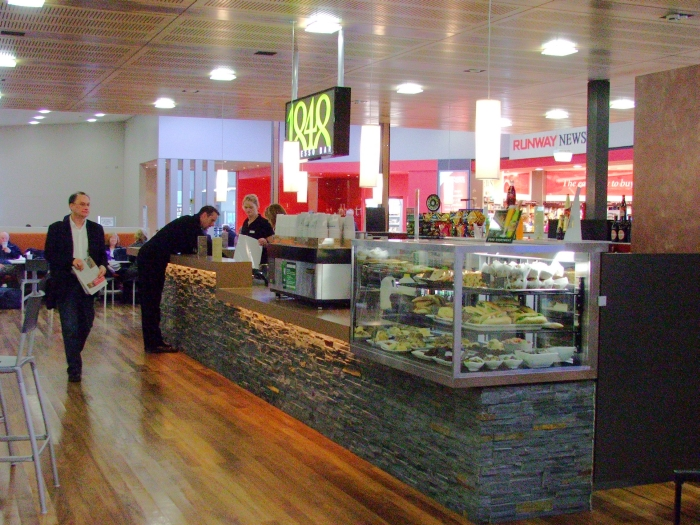
Letištní kavárna

1976 a mezinárodní letištní budovy byly otevřeny v roce 1986.

## Vybavení a vzhled
Mezinárodní letiště v Hobartu má moderní řídící věž s radarem, která navádí všechna letadla na jednu přistávací a vzletovou dráhu, vystavěnou směrem sever-jih, dlouhou 2251 metrů. Lety jsou soustřeďovány do terminálu mezinárodního a domácího. Terminály jsou

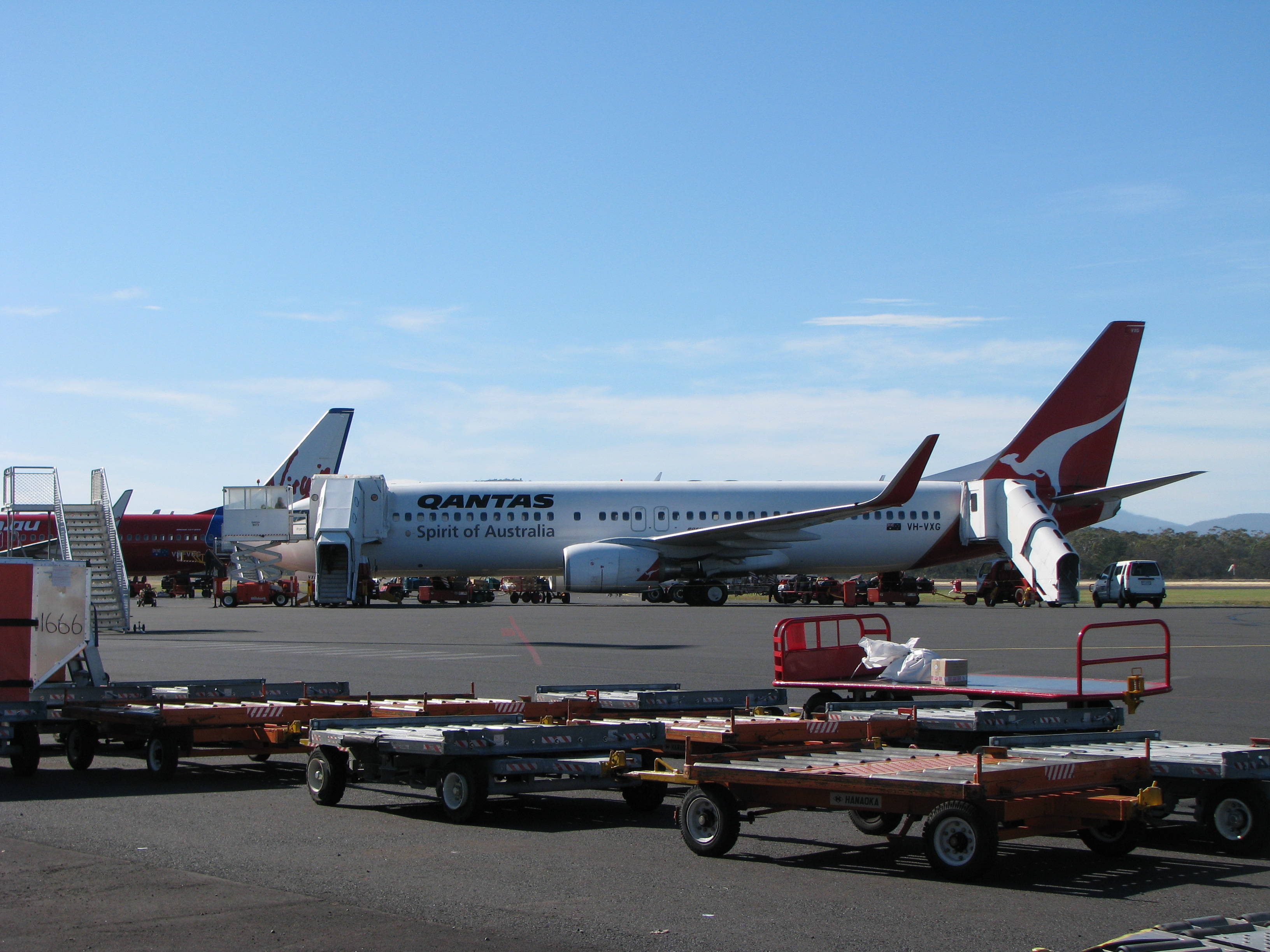
Australské aerolinie Qantas na Hobartském mezinárodním letišti

moderně vybavené, mají odbavovací stolky, salonky, autopůjčovny, kavárny, WC, dětské koutky a pod.